# I-45 (подводная лодка)
I-45 — подводная лодка типа B2 Императорского флота Японии. Построенная и введенная в строй в декабре 1943 года, она во время Второй мировой войны, патрулировала Тихий океан и участвовала в операции на Марианских островах, Филиппинской операции и сражении в заливе Лейте. Потоплена в октябре 1944 года.

## Постройка и ввод в эксплуатацию
I-45 была заложена 15 июля 1942 года на военно-морской верфи Сасебо, Япония, под названием Подводная лодка № 375. 5 февраля 1943 года переименована в I-45 и временно приписана к военно-морскому округу Йокосука. Спущена на воду 6 марта 1943 г., передача флоту состоялась 28 декабря 1943 г..

## История службы
После ввода в эксплуатацию I-45 был официально приписана к военно-морскому округу Йокосука и вошла в состав 11-ю эскадры подводных лодок для действий в Иё-нада во Внутреннем Японском море. С 22 по 23 февраля 1944 года находилась на для топливной базе Токуяма для дозаправки.

### Первое боевое патрулирование
25 марта 1944 года I-45 была переведена в 15-ю дивизию подводных лодок 6-го флота. В тот же день она покинула Куре и вышла в своё первое боевое патрулирование в Тихом океане к востоку от Маршалловых островов.
Штаб Тихоокеанского флота США, оповещенный разведкой Ultra о прибытии лодок I-44, I-16, I-36 и I-38 в район между Маршалловыми островами и Гавайями, организовал 30 марта 1944 г. оперативную группу 11.1 в составе эскортного авианосца Altamaha (CVE-18) и эскортных эсминцев Cabana (DE-260), USS Elden (DE-264), Harold C. Thomas (DE-21) и Wileman (DE-22), чтобы найти потопить их. Первый успех к группе пришёл в 14:08 4 апреля 1944 года, когда торпедоносец TBM-1C Avenger и истребитель FM-2 Wildcat из сводной эскадрилии 66 (VC-66) авианосца Altamaha, на расстоянии 108 морских миль к западу от оперативной группы и 650 морских милях к северо-востоку от Маджуро обнаружили на поверхности лодку I-45, перезаряжающую батареи. Лодка была обстреляна из пулемётов и атакована ракетами и глубинными бомбами, в результате чего получила прямое попадание в корму и серьезную утечку топлива. Командир I-45 приказал дать полный ход кормой и погрузиться. В последний раз экипажи самолетов видели, как I-45 погружается в большом нефтяном пятне без движения вперед, и доложили, что лодка потоплена. I-45, тем не менее, уцелела. Её командир приказал двигаться вперед на полной скорости, однако лодка потеряла управление и начала резко уходить в глубину носом, одновременно вращаясь вокруг продольной оси. На глубине 150 м экипажу удалось остановить неконтролируемое погружение и в конце концов стабилизироватся на глубине 100 м.
Несмотря на то, что I-45 уцелела, она была серьёзно повреждена и вынуждена вернуться в Японию. Лодка прибыла в Йокосуку 15 апреля 1944 года и до конца мая 1944 года находилась на ремонте в военно-морском арсенале Куре.

### Марианская кампания
12 июня 1944 года высадкой США на остове Сайпан началась битва за Сайпан и Марианско-палауская операция. 13 июня главнокомандующий Объединенным флотом адмирал Соему Тоёда активировал операцию A-Go для защиты Марианских островов. 28 июня 1944 года I-45 покинула Йокосуку и вместе с подводной лодкой I-55 направилась в Тиниан на Марианских островах, транспортируя 41-метровый грузовой контейнер Unkato, вмещающий до 377 тонн оружия и боеприпасов. Столкнувшись с сильным волнением, лодка была перенаправлена на Гуам, чтобы забрать застрявших там пилотов ВВС Императорского флота. Она пыталась связаться с японскими войсками на берегу Гуама 14 и 16 июля 1944 года, чтобы доставить контейнер и забрать летчиков, но каждый раз терпела неудачу из-за путаницы со связью. После второй неудачи она сбросила контейнер и направилась обратно в Японию. 27 июля 1944 года она прибыла в Йокосуку, а затем в Куре.

### Второе боевое патрулирование
13 октября 1944 года Главнокомандующий Объединенным флотом адмирал Соему Тоёда приказал начать операцию Shō-Gō 1 по защите Филиппинских островов. В тот же день I-45 вышла из Куре в свое второе боевое патрулирование, в Филиппинском море. Американские войска высадились на Лейте 20 октября 1944 года, начав Филиппинскую операцию и сражение в заливе Лейте, которое продолжалось 23-26 октября 1944 года. 24 октября 1944 года I-45 вместе с I-26, I-37, I-53, I-54 и I-56 составили Группу подводных лодок А под непосредственным командованием Главнокомандующего 6-м флотом вице-адмирала Сигэёси Мива. I-45 получила приказ прибыть в пункт патрулирования на патрульную станцию «Ре» у северо-восточного побережья Минданао.

### Гибель
29 октября 1944 г. эскортные эсминцы Eversole (DE-404) и Richard S. Bull (DE-402) шли в Филиппинском море из Сан-Педро-Бэй на Филиппинах, чтобы присоединиться к оперативной группе 77.7.1. В 02:10 в 60 морских милях от острова Динагат Eversole зафиксировал слабый гидролокационный контакт. Вскоре контакт был потерян, но в 02:28 эсминец был атакован двумя торпедами, в результате чего потерял ход на получил 30-градусный крен. В 02:40 команда начала покидать корабль, и менее чем через 15 минут Eversole затонул кормой в точке с координатами10°18′ с. ш. 127°37′ в. д.. Около 03:00 I-45 всплыла, обстреляв спасшихся моряков из 25-мм зенитной пушки Type 96, а затем примерно в 03:20 погрузилась.
В 03:25 произошел большой подводный взрыв, по всей видимости, взорвался боезапас затонувшего Eversole, в результате чего около 30 выживших погибли в воде и получили ранения. Прибывший на звук взрыва Richard S. Bull начал спасательную операцию, а эскортный эсминец Whitehurst (DE-634), сопровождавший танкер, обеспечил противолодочное прикрытие. К 06:30 Richard S. Bull поднял из воды последних из 139 выживших, трое из которых позже погибли. Включая их, экипаж Eversole потерял 77 человек погибшими и утонувшими..
Между тем, в 05:45 гидролокатор эсминца Whitehurst в 85 морских милях от Сиаргао и примерно в 50 милях от места гибели Eversole обнаружил подводную лодку, вероятно, I-45. После того, как Whitehurst совершил три неудачных атаки с помощью бомбомёта «Hedgehog», подводная лодка, которая по словам командира эсминца демонстрировала «превосходную тактику уклонения и маневренность», находилась на глубине 70 м. В 06:48 эсминец провел четвертую атаку, в результате чего были зафиксированы пять или шесть небольших взрывов, за которыми последовал большой подводный взрыв, который отключил гидроакустивеское оборудование эсминца и вызвал сильные грохочущие звуки. В 07:20 Whitehurst возобновил поиск подводной лодки и обнаружил на поверхности большое количество нефти, а также древесину и другие обломки, некоторые из которых были подняты с вельбота. В 12:15 эсминец прекратил поиск, решив, что подводная лодка, предположительно I-45, погибла в точке с координатами10°10′ с. ш. 127°28′ в. д...
5 ноября 1944 года 6-й флот отдал приказ I-45 перебраться в новый район патрулирования к востоку от залива Ламон, но она так и не выполнила его. 2 декабря 1944 года Императорский флот Японии объявил потерю I-45 и гибель всех 104 членов экипажа. 10 марта 1945 года лодка была исключена из списка ВМФ.